# Брикнер, Эдуард
Эдуард Брикнер (Брюкнер) (нем. Eduard Brückner) (29 июля 1862, Йена — 20 мая 1927, Вена) — немецкий географ, климатолог и гляциолог.

## Биография
Родился 29 июля 1862 года в Йене в семье Александра Густавовича Брикнера.
Учился в Дерптском (1881—1882), Дрезденском и Мюнхенском университетах. В 1885 году в Мюнхене получил степень доктора философии и до 1888 года работал в Гамбурге. С 1888 года — профессор географии в Бернском университете.
С 1904 года — профессор в Галльском, с 1906 года — в Венском университете. В 1905 году был избран членом академии Леопольдина.

## Научная деятельность
Доказал периодичность (длинной в приблизительно 35 лет) колебаний метеорологических и физико-географических, и связанных с ними сельскохозяйственных явлений (так называемый Брикнеров цикл), эвстатических колебаний уровня моря и ледникового периода в Альпах. Стал соавтором альпийской шкалы оледенений (шкала Пенка — Брюкнера) в антропогене.

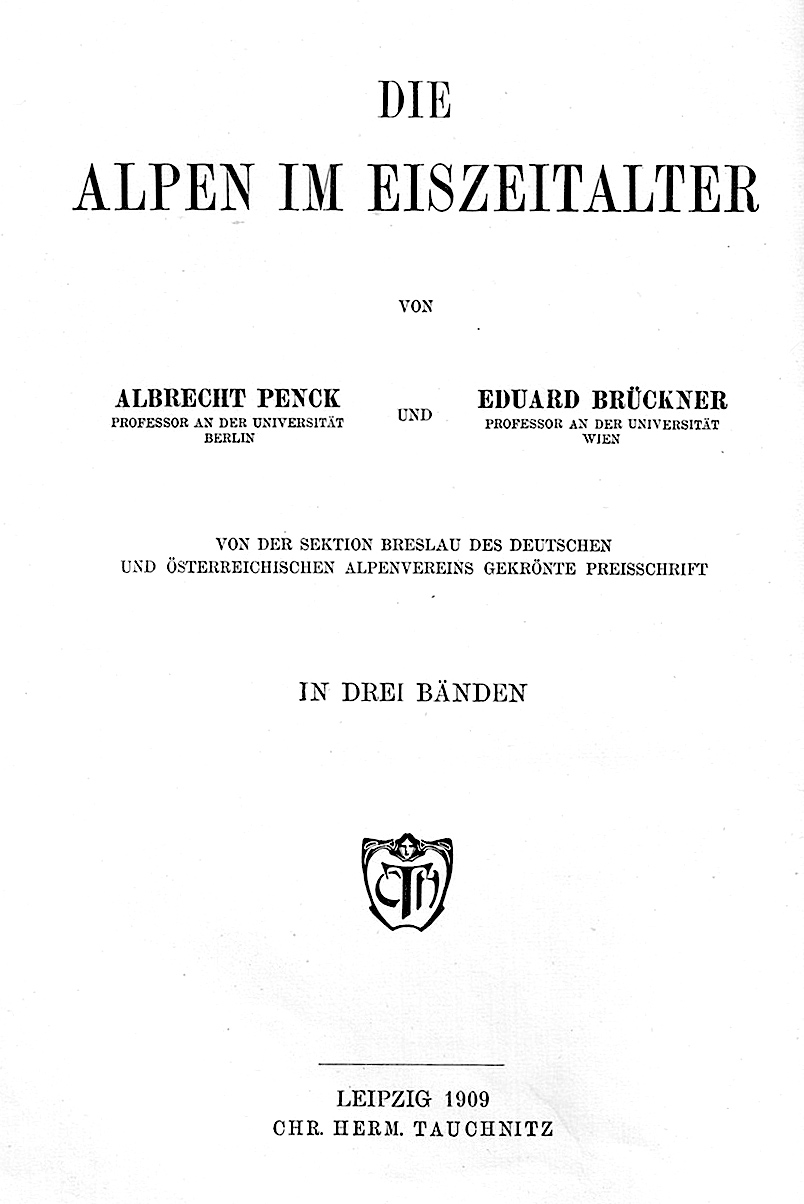
Титульный лист классического труда А. Пенка и Э. Брюкнера «Альпы в ледниковый период»

## Труды
- «Klimaschwankungen seit 1700» (Вена, 1890);
- «Schwankungen d. Seen u. Meere» // «Verhandl. d. IX deutsch. Geographentages». — Берлин, 1891;
- «Der Einfluss d. Klimaschwankungen auf die Ernteerträge u. Getreidepreise in Europa» // «Geograph. Zeitschrift», I. — Лейпциг, 1895;
- «Die Alpen in Eiszeitalter» (1901)